# Saturday Evening Puss
„Saturday Evening Puss“ е късометражен анимационен филм от 1950 година с участието на анимационните герои Том и Джери. 
 Това е 48-ият поред анимационен филм, режисиран от Уилям Хана и Джоузеф Барбера, създали двамата герои десет години по-рано. Продуциран е от Фред Куимби, анимиран от Ед Бардж, Ирвен Спенс, Кенет Мюс и Рей Патерсън. Музикалното оформление е дело на Скот Брадли.

## Сюжет
Внимание:  Текстът по-долу разкрива сюжета на произведението (или части от него)!
Мамчето, стопанката на Том, се преоблича преди да тръгне за съботния бридж клуб. Когато тя напуска, котаракът е много щастлив и се вмъква през прозореца на всекидневната. Подсвирква на Бъч, Светкавицата и Топси, за да привлече вниманието им, след което показва надпис „O.K. FOR THE PARTY“. Последва силна джаз музика, както и храна за гостите.
Шумната музика обаче прекъсва съня на Джери. Съвсем очаквано, мишокът се оплаква на Том, но неуспешно. Джери решава да се справи сам с проблема, но котараците не влизат в положението му и продължават да се веселят. Купонът продължава скоро след като мишокът се втурва към мишата дупка. Томас включва грамофона и заедно с другите котараци го причаква до съседния шкаф. Джери изважда щепсела от контакта и се започва щура гонитба.
След известно време на Джери му писва от тях и се обажда на стопанката, за да я предупреди какви ги вършат котараците; пренасяме се в клуба по бридж, където заедно с приятелките си тя играе карти и е осведомена от Джери за котешкото парти. Тогава тя запретва ръкави и моментално се завръща в къщата си, като се сблъсква с вратата, откъртвайки я от стената. Котаракът Том отваря вратата и вижда стоящата с ръце на устните си стопанка, сочеща към него и изричаща името му на висок глас. Очевидно разбрал, че животът му е застрашен, Том прави безуспешен опит за бягство. Ставаме свидетели как цялата къща се тресе и покривът подскача, което подсказва за силния гняв на стопанката. Котараците един по един са запратени в отсрещната стена, образувайки своеобразен тотемен стълб. Нещастна, че вечерта ѝ е провалена, Мамчето решава да отседне в креслото си, за да отпочине. На мечтаещия за сън Джери, тя пуска същия джаз запис, който преди това слушаха котараците. Малкият мишок накрая разбира, че нощта съвсем няма да е лека и трудно би могъл да се наспи.

## Озвучаващи артисти
- Лилиан Рандолф – Мамчето
- Джун Форей – Стройна бяла дама (преанимирана версия)
- Теа Видале – Мамчето (преозвучена версия)
- Уилям Хана – Джери

## Цензура
- Мамчето е заместена от младо, бяло момиче,[1] което, вместо да играе карти, излиза заедно с гаджето си на танци.
- В миналото този анимационен филм е бил излъчван или във версията с преозвучен глас на Мамчето, или във версията с бялото момиче. Съществува и версия на филма, при която поради неизправности със звука бялата тийнейджърка говори с гласа на Мамчето.[2]
- При версията на Картун Нетуърк гласът на тъмнокожата анимационна героиня е заместен с не толкова стереотипен, а незнайно защо гласът на Джери е премахнат в сцената, при която се оплаква на Том.[3]

## Любопитни факти
- При гледане на забавен кадър ясно се вижда лицето на Мамчето, показано за пръв и единствен път.
- Заглавието се отнася до The Saturday Evening Post – списание, в което се публикуват свързани с актуални събития статии, илюстрации, вицове, поезия и др.[4]
- Ако внимателно се заслушате в това, което Джери казва на Том, когато му се оплаква, ще чуете:

„Stop! I'm trying over there trying to get on some sleep but you guys are here with your blah, blah, blah, blah!“.

(превод: Спри! Ей там се опитвам да поспя малко, но вие и вашето бля, бля, бля, бля!)